# جوليس ارتشر
جوليس ارتشر (بالإنجليزية: Jules Archer)‏ هو مؤرخ وكاتب للأطفال أمريكي، ولد في 27 يناير 1915، وتوفي في 13 نوفمبر 2008.